# Urieta Kazahendike
Urieta Kazahendike (appelée également Johanna Maria Kazahendike, mais aussi Johanna Gertze, à la suite de son mariage), née en septembre 1837 et morte le 3 juillet 1936 à Otjimbingwe, est une traductrice et une éducatrice, en plus d'autres activités comme domestique ou sage-femme. De par sa connaissance de plusieurs langues de l’Afrique australe, elle est mise à contribution par différents auteurs (qui ne la cite pas toujours) et linguistes, tel le linguiste Wilhelm Bleek. Elle est aussi la première Herero à se faire baptiser chrétiennement.

## Biographie
Urieta Kazahendike, née en 1837, est la fille de Kazahendike et de sa femme Kariaavihe. Sa mère est une Herero et son père un Damara  (elle est dès lors considérée comme Herero selon les lois tribales). Sa famille a été déracinée et appauvrie lors de conflits armés dans les années 1840 et, comme d'autres, cette famille a dû chercher protection dans des missions chrétiennes. A l'âge de onze ou douze ans, Urieta Kazahendike rejoint le missionnaire allemand Carl-Hugo Hahn et son épouse anglaise Emma, née Hone, qui vivent depuis 1844 en Afrique australe. Kazahendike habite avec les Hahn à Otjikango, à environ 70 kilomètres au nord de Windhoek, que les missionnaires appellent Neu-Barmen. En 1855, elle suit les Hahn à Otjimbingwe, à l'ouest d'Otjikango.
À partir de 1849, Urieta Kazahendike travaille comme domestique pour la famille Hahn, tout en fréquentant l'école fondée par les missionnaires, où elle enseigne ensuite. Pendant un certain temps, elle a également vécu dans les foyers des missionnaires Johannes Rath et Hermann Kreft. Le 25 juillet 1858, elle est baptisée et prend le nom de Johanna Maria. C'est le premier baptême effectué par Carl-Hugo Hahn depuis son arrivée en Namibie. Il note que la conversion d'Urieta ainsi que son refus d'épouser un homme plus âgé et non chrétien entraînent une rupture avec sa famille.
En 1860, Urieta Kazahendike se rend en Allemagne avec les Hahn. Là-bas, elle est présentée comme une « preuve vivante » du bon déroulement des missions en Afrique du Sud-Ouest allemande afin de récolter des fonds. En fait, les missions n'avançent que très lentement et des doutes sont émis sur l'efficacité du travail de la Société des missions du Rhin (Rheinische Missionsgesellschaft), pour laquelle Hahn travaille. Elle conseille Hahn et la maison d'édition Bertelsmann pour l'édition des livres de Hahn. En outre, Urieta  Kazahendike travaille de nouveau comme domestique dans la maison des Hahn à Gütersloh, jusqu'à ce que, pour des raisons de santé, elle reparte seule en 1861 vers le sud-ouest africain allemand via Amsterdam. Pendant ce long voyage en bateau, elle poursuit les traductions de l'Ancien et du Nouveau Testament, du catéchisme de Luther et d'hymnes chrétiens dans sa langue maternelle, l'otjiherero, un travail qu'elle a commencé avec Hahn.
Outre l'otjiherero, Urieta Kazahendike maîtrise l'allemand, l'anglais, l'afrikaans ainsi que le khoekhoegowab, la langue des Nama. Son travail est d'une valeur inestimable pour Hahn, mais n’est pas reconnu publiquement. Carl Hugo Hahn publie plusieurs livres à son nom, dont une grammaire et un dictionnaire de l'otjiherero, pour lesquels il reçoit un doctorat honoris causa de l'université de Leipzig en 1873. Sa sœur Kambauruma/Magdalena est la première Herero à écrire dans sa langue maternelle. Elle travaille comme enseignante et transcrit 28 contes herero pour le linguiste Wilhelm Bleek.
Après son retour d'Allemagne, Urieta Kazahendike épouse en 1864 Samuel Gertze, un veuf qui travaille dans la mission ; le mariage est arrangé par Hahn. Il a déjà huit enfants d'un premier mariage, et ensemble, Kazahendike et Gertze en ont encore neuf autres. Après la mort de Gertze en 1889, sa veuve travaille comme éducatrice spécialisée pour les jeunes enfants et comme sage-femme. Elle est la première sage-femme en Afrique du Sud-Ouest allemande à s'occuper également des femmes blanches lors des accouchements. Au début du XXe siècle, la population Hereros se soulève contre la colonisation allemande, mouvement qui fait l'objet d'une répression féroce. Le 25 juillet 1933, le 75e anniversaire de son baptême est célébré. Elle meurt quelques années plus tard, en 1937 ou 1936, à presque 100 ans. Elle est enterrée avec son mari dans le cimetière d'Otjimbingwe.
En 1999, un timbre postal est émis en Namibie, dédié à Johanna Gertze alias Urieta Kazahendike.